# Chthonius submontanus
Espèce
Chthonius submontanus est une espèce de pseudoscorpions de la famille des Chthoniidae.

## Distribution
Cette espèce se rencontre en Autriche, en Allemagne, en Suisse, en Italie et en Roumanie.

## Publication originale
- Beier, 1963 : Ordnung Pseudoscorpionidea (Afterskorpione). Bestimmungsbücher zur Bodenfauna Europas. Bestimmungsbücher zur Bodenfauna Europas. Berlin, p. 1-313.